# Tom Barras
Tom Barras (7 de janeiro de 1994) é um remador britânico, medalhista olímpico.

## Carreira
Barras conquistou a medalha de prata nos Jogos Olímpicos de Verão de 2020 em Tóquio com a equipe da Grã-Bretanha no skiff quádruplo masculino, ao lado de Harry Leask, Angus Groom e Jack Beaumont, com o tempo de 5:33.75.